# Started
"Started" é uma canção gravada pela rapper australiana Iggy Azalea para seu segundo álbum de estúdio In My Defense. A canção foi escrita por Azalea ao lado de Ronny Wright e produzida por J. White Did It. Foi lançado pela Bad Dreams e a Empire em 3 de maio de 2019 como o segundo single do álbum. Um videoclipe de acompanhamento para a faixa, dirigido por Colin Tilley, foi filmado no mês anterior em Los Angeles e também estreou naquele dia.

## Antecedentes
Em 15 de março de 2019, Iggy lançou "Sally Walker" como primeiro single do disco. No final do vídeo musical, Iggy apresenta uma prévia de uma canção chamada "Started". Em sua entrevista no iHeartRadio, em 11 de abril, ela confirmou que a canção seria seu próximo single, alegando que "ninguém iria admitir que era a nova música favorita na sala. E então, um dia, J. White disse 'eu sou apenas vou dizer, não me julgue, "Started" é minha música favorita". Em 19 de abril de 2019, Iggy anunciou a data de lançamento para 3 de maio de 2019, compartilhando a arte da capa. A arte apresenta Iggy em frente a uma cômoda e segurando um bolo com título confeitado.

## Vídeo musical
O vídeo musical foi filmado em Los Angeles e foi lançado juntamente com a canção.